# Königliches Palais (Leipzig)

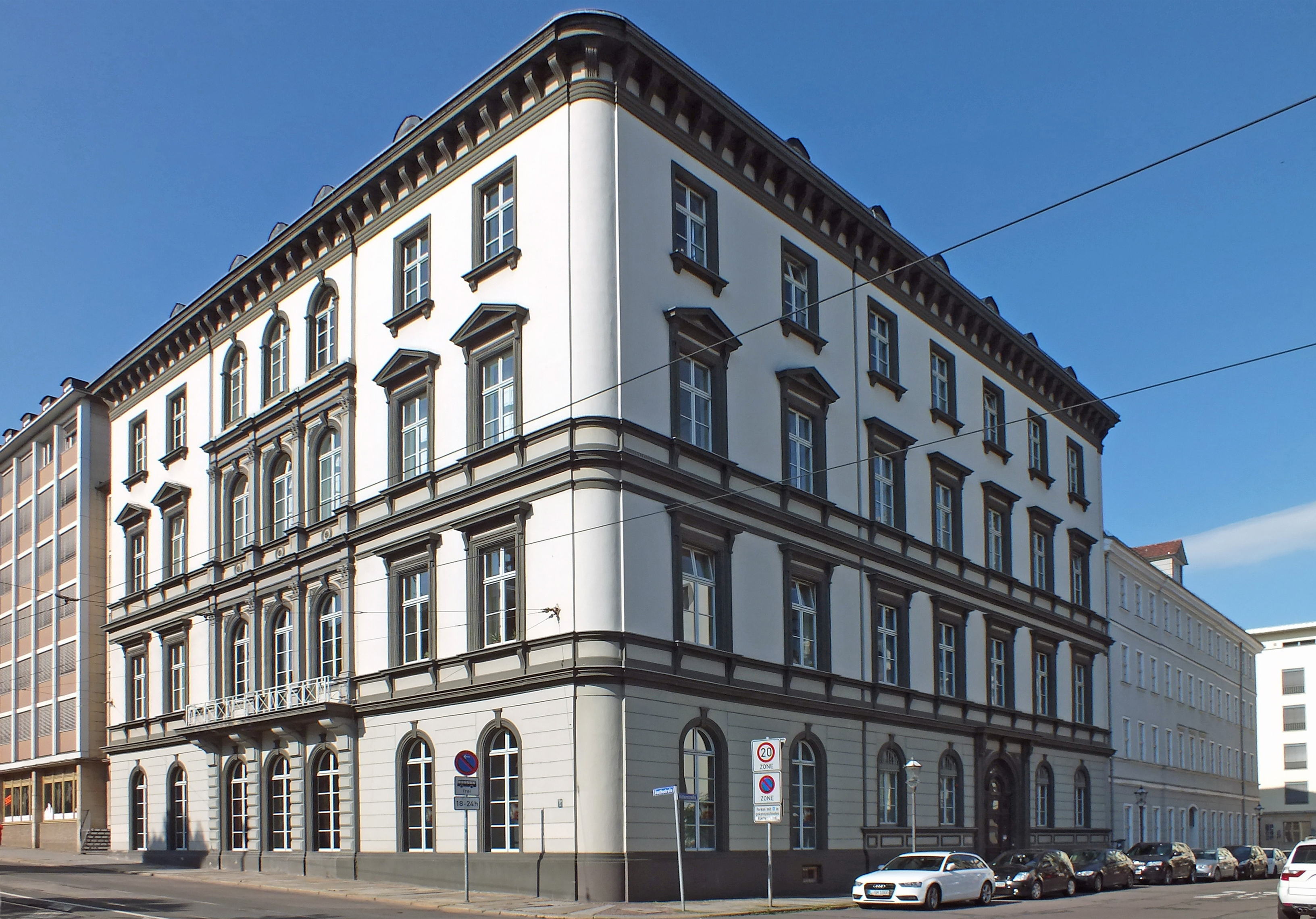
Das Königliche Palais – Rektorat der Universität (2013)

Das Königliche Palais ist ein Gebäude der Universität Leipzig, das 1861 als Wohnsitz für Besuche des sächsischen Königs in Leipzig nach Entwürfen des Architekten Albert Geutebrück (1801–1868) errichtet wurde und heute als Rektorat der Universität dient.

## Lage und Gestalt

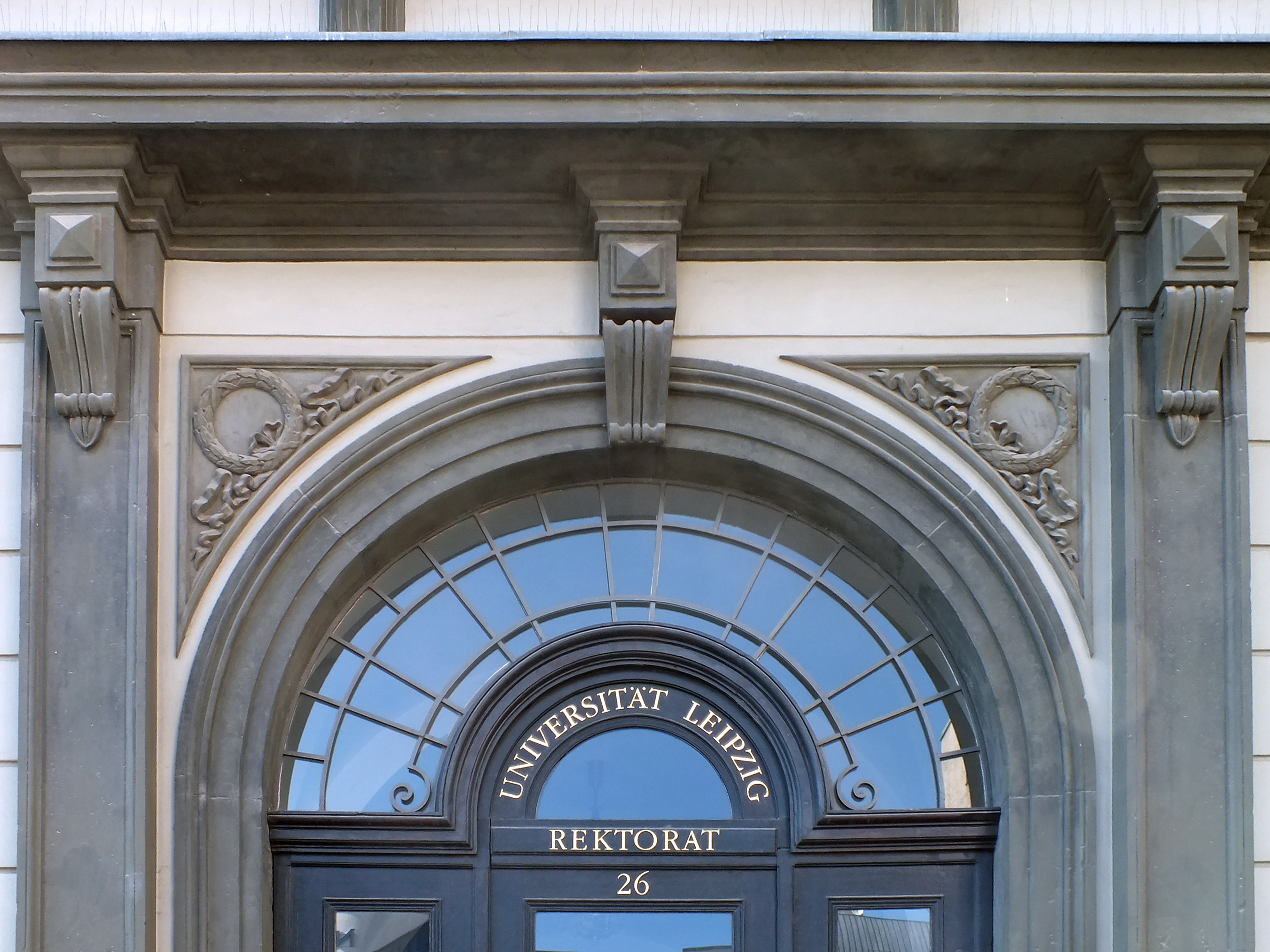
Das Portal des Rektorats (2013)

Das Königliche Palais befindet sich im Ortsteil Zentrum an der Ecke der Goethestraße zu dem Teil der Ritterstraße, der den Hauptverlauf der Ritterstraße mit der Goethestraße verbindet (früher Esels- bzw. ab 1839 Ritterplatz). Die Adresse lautet Ritterstraße 26.
Das Königliche Palais ist ein vierstöckiges Gebäude mit jeweils sieben Fensterachsen zu den beiden Straßenseiten. Die Schauseite zur Goethestraße ist gegenüber der einfacher ausgeführten Ritterstraßenseite durch einen Mittelrisalit mit Rundbogenfenstern und einem Balkon in der ersten Etage ausgezeichnet. In der Ritterstraße ist lediglich das Portal aufwendig gestaltet. Insgesamt ist eine „Hinwendung zur Architektur der italienischen Renaissance zu erkennen“. Das äußere Erscheinungsbild des Bauwerks lässt sich dem Baustil der Neorenaissance zuordnen. Die Hofseite ist schlicht gehalten.

## Geschichte
Der Wunsch des sächsischen Königshauses nach einem ständig verfügbaren Quartier für Besuche in Leipzig führte 1858 zu der Planung, ein spezielles Gebäude dafür zu errichten. Bis dahin hatten sich die sächsischen Kurfürsten bzw. Könige jeweils im privaten Apelschen Haus am Markt eingemietet, das deshalb und wegen anderer königlicher Gäste später den Namen „Königshaus“ erhielt.
Als Platz für den Neubau wurde ein der Universität gehörendes Grundstück im Kleinen Kolleg ausgewählt, dessen Hinterhaus abbruchreif war. Diese Wahl und die Tatsache, dass die Universität das Gebäude errichten und an das Königshaus vermieten sollte, ging wohl auch auf den Umstand zurück, dass der König als Landesherr zugleich oberster Rektor der Universität war. Der Architekt war Albert Geutebrück (1801–1868), der damit den letzten seiner zahlreichen Bauten für die Universität und die Stadt Leipzig ausführte. Der am 1. Oktober 1861 übergebene Bau war auf 51.500 Taler veranschlagt worden, kostete aber nur 47.000 Taler. Der Bau enthielt getrennte Zimmerfluchten für den König und die Königin sowie Räume für Bedienstete, Küche, „Kellerei und Conditorei“ sowie Stallungen.
1895 wurde Arwed Roßbach (1844–1902) mit einem Umbau und der Modernisierung des Hauses beauftragt. Er ließ die Geutebrücksche Fassade unverändert, baute aber im Hof ein neues Treppenhaus an. Im ersten Stock entstand ein großzügiger Speisesaal mit Speisenaufzug, und auch die weitere Raumaufteilung wurde verändert. Ein elektrischer Personenaufzug wurde eingebaut, und zahlreiche Räume wurden elektrisch beleuchtet. Für angenehmere Temperaturen sorgte eine Niederdruckheizung. Insgesamt verbesserten Roßbachs Pläne aber auch das künstlerische Gepräge. In Geutebrücks Bau hatte Roßbach „ein neobarockes Ambiente zurückhaltenden Charakters geschaffen“.

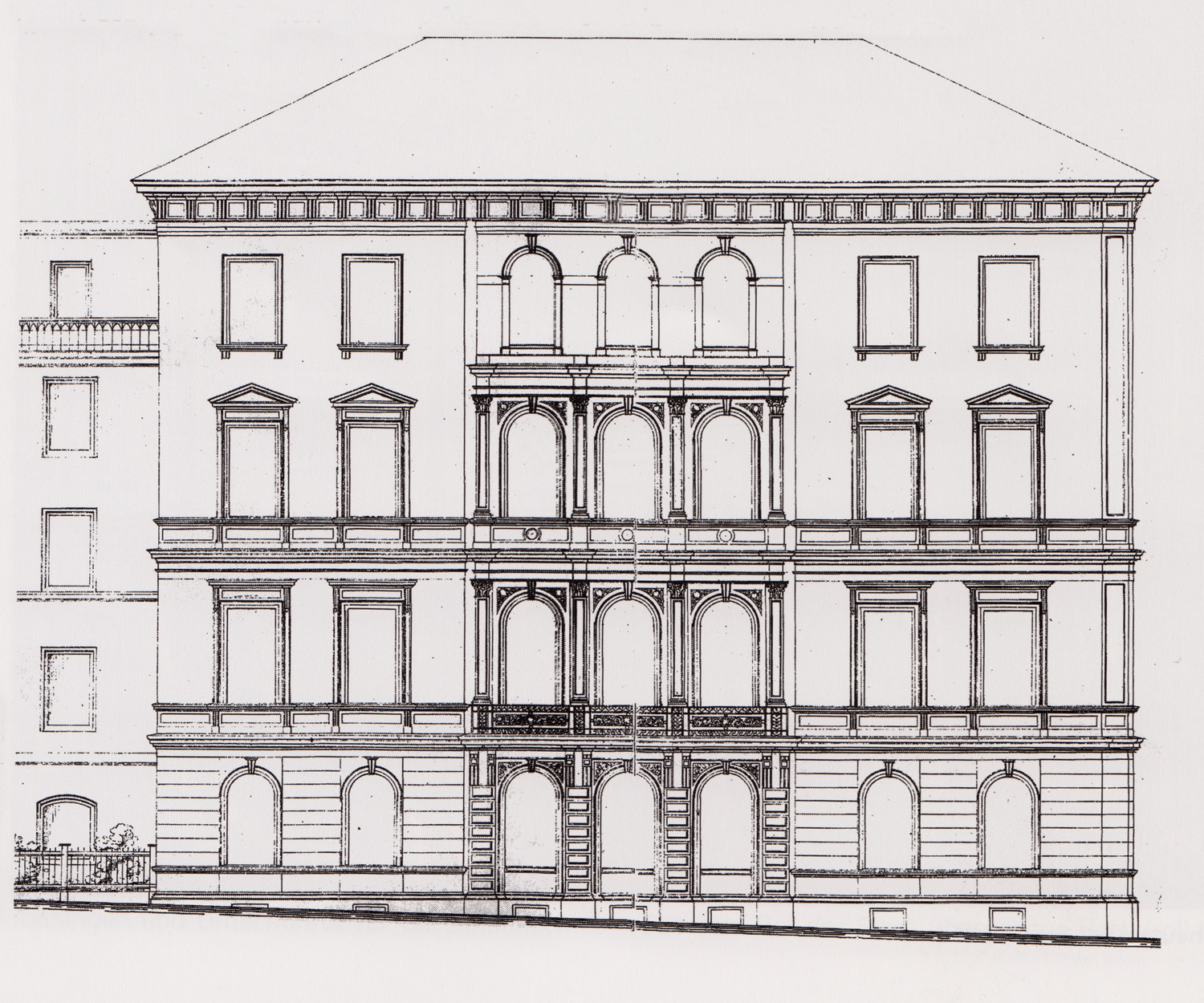
Entwurfszeichnung von Albert Geutebrück
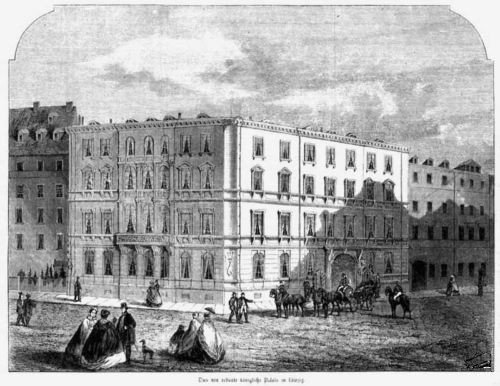
Das Königliche Palais 1862
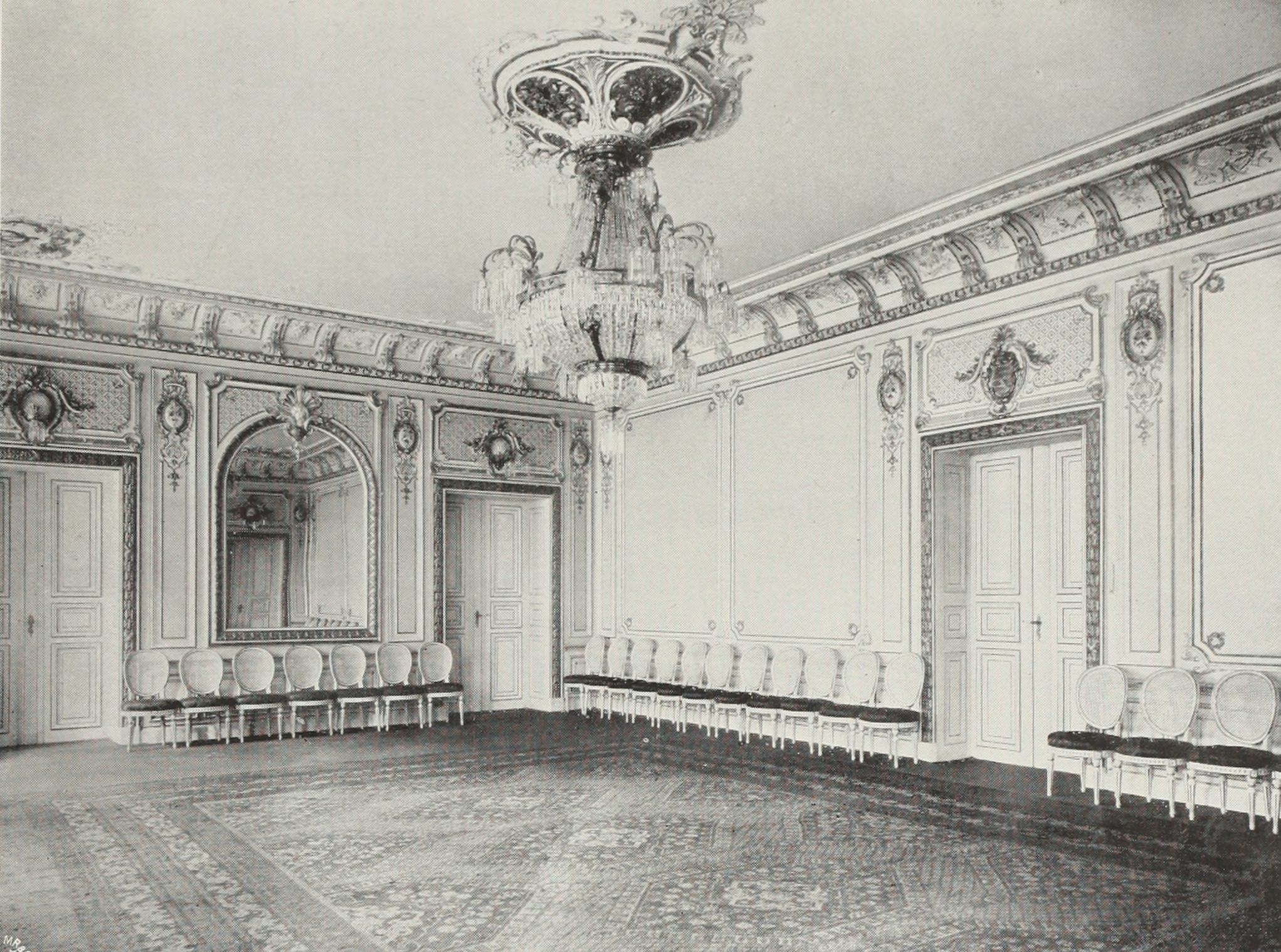
Der Speisesaal nach dem Umbau durch A. Roßbach
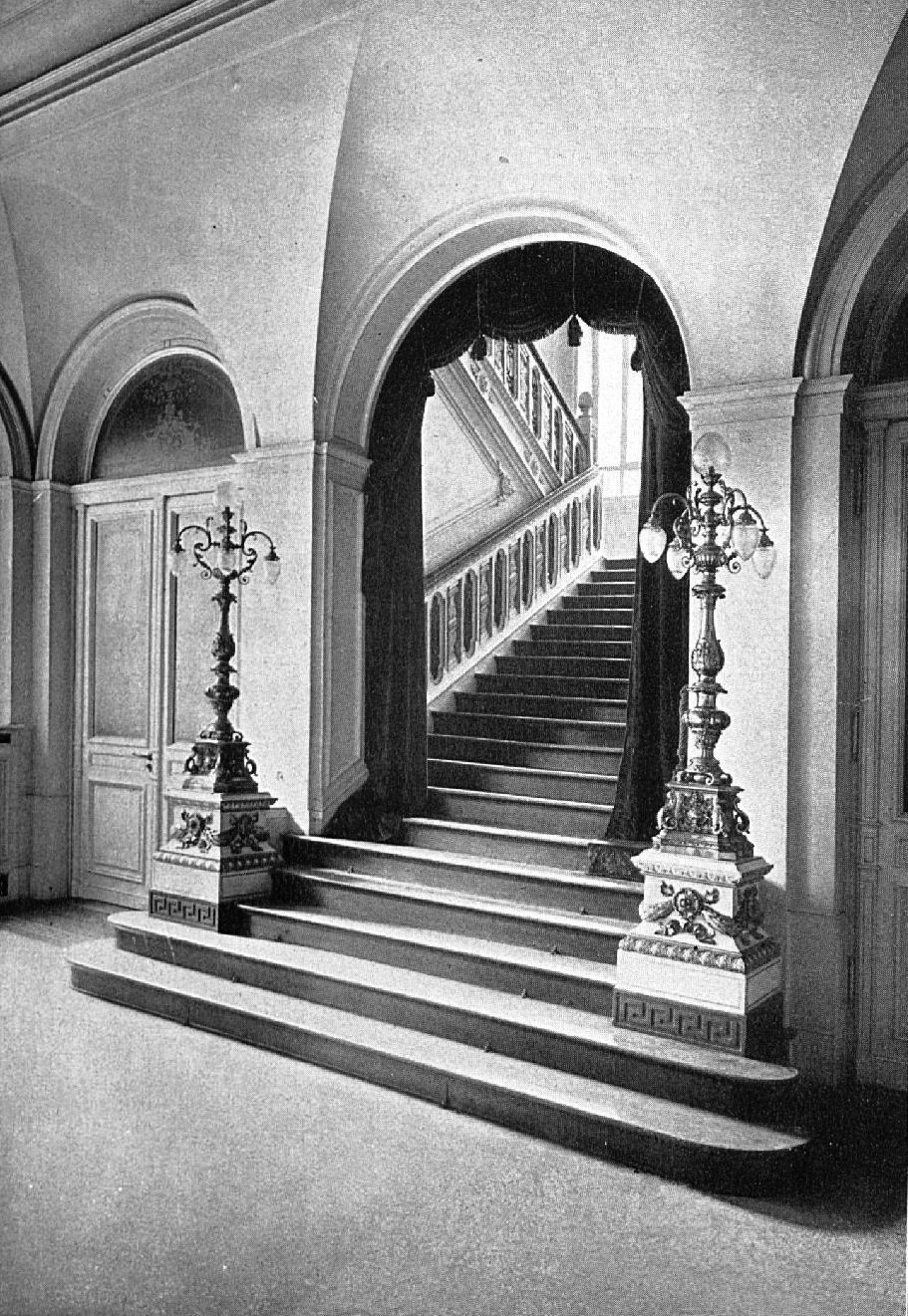
Das Roßbachsche Treppenhaus
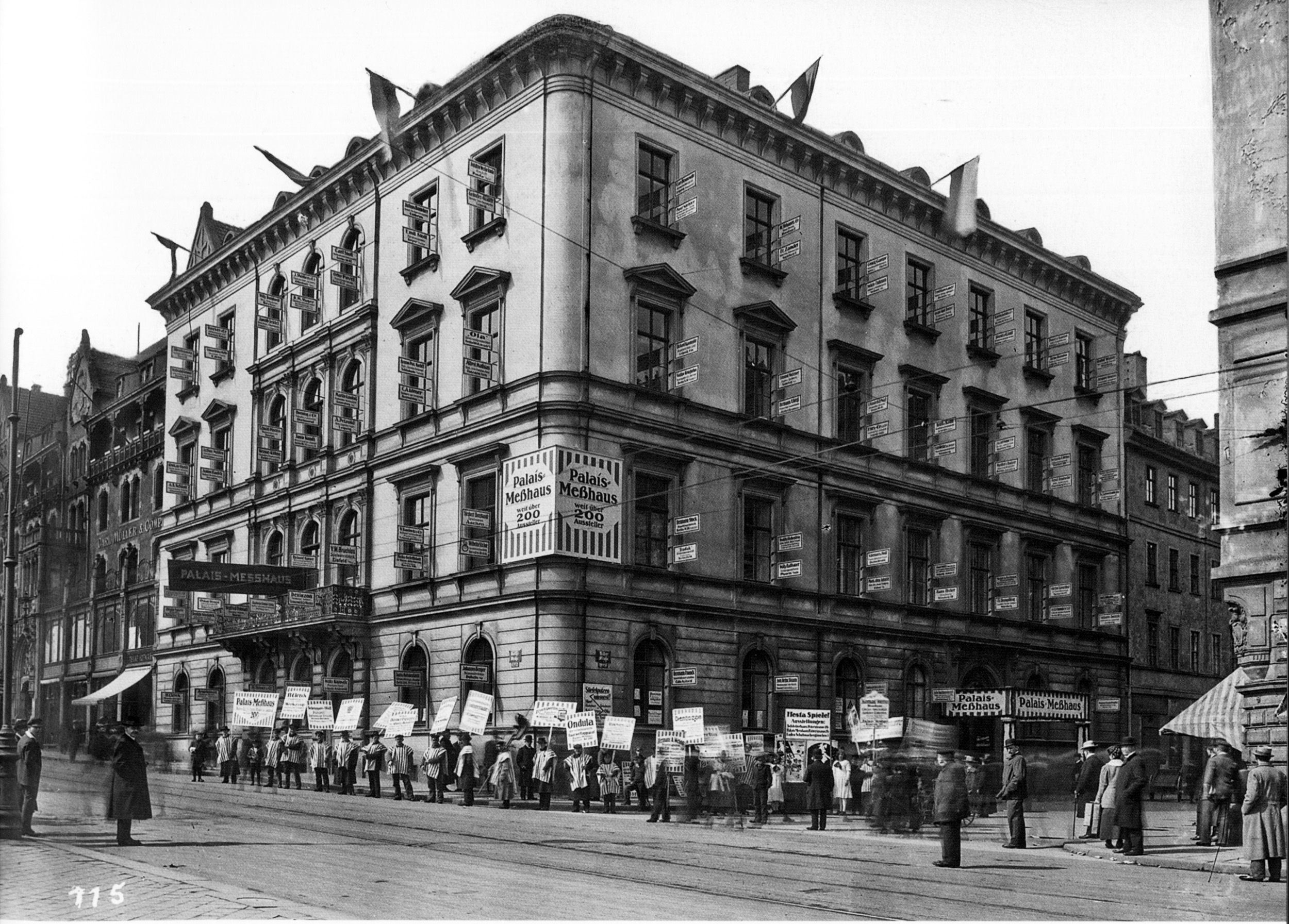
Das Königliche Palais als Messehaus 1919
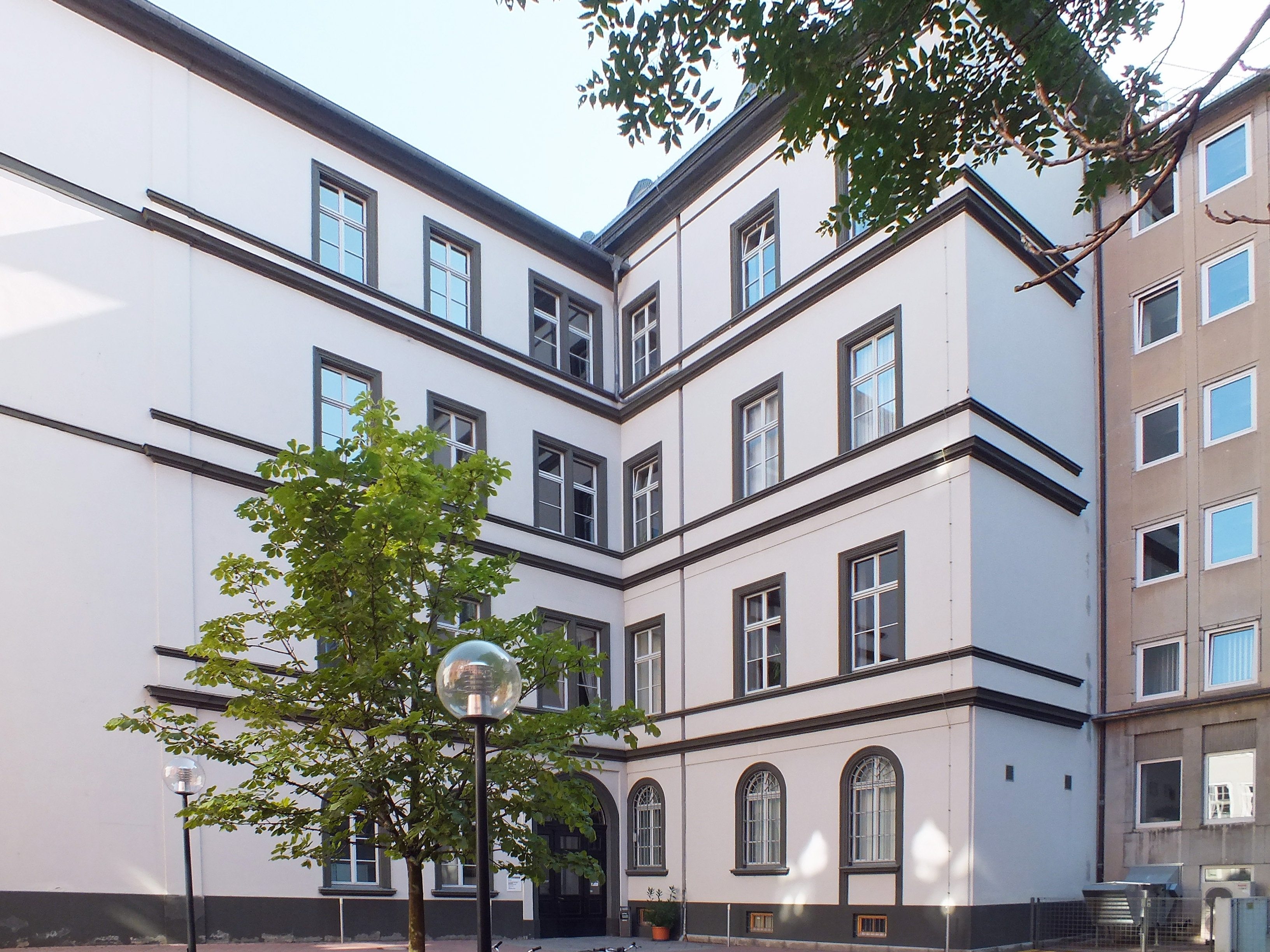
Im Hof des Rektorats 2013

Nach der Abdankung des letzten sächsischen Königs erhielt die Universität Leipzig das Königliche Palais zum 1. April 1919 in eigene Verwaltung. Die Nutzung als ein Messehaus mit gemischten Sparten („Palais-Meßhaus“) brachte nicht den gewünschten Erfolg. Noch im gleichen Jahr wurde ein Mietvertrag mit der Bank für Keramische Industrie Dresden abgeschlossen, die das Haus als erstes Leipziger Branchenmessehaus, und zwar zur Ausstellung von Porzellan und Feinkeramik vorsah. Die Einrichtung dafür übernahm der Architekt Hans Poelzig (1869–1936), der kongenial von der Bildhauerin Marlene Moeschke (1894–1985) unterstützt wurde. Sie dekorierten das Haus mit über zwei Meter hohen Standkandelabern aus weißem Porzellan und überdimensionalen farbigen Tierfiguren aus Porzellan. „Die Eröffnung am 6. März 1921 anlässlich der Frühjahrsmesse als »Porzellan-Palais Leipzig« glich einer Sensation.“
Aber schon nach wenigen Jahren zog die Porzellanausstellung der Messe in die Mädlerpassage um. Das Königliche Palais wurde Geschäftshaus, wobei unter anderem große Schaufenster nach der Goethestraße eingebaut wurden und auch der Balkon abgerissen wurde. Ab 1939 nutzte die Handelshochschule die oberen Stockwerke.
Mit der Wiedereröffnung der Universität 1946 zog das Rektorat in das einstige Königliche Palais und hatte seinen Sitz hier bis zur Fertigstellung der Universitätsneubauten am Karl-Marx-Platz im Jahr 1972. Die 1978 begonnenen Planungen zur Rekonstruktion des Gebäudes wurden erst nach 1990 verwirklicht. Die Geutebrücksche Fassadengestaltung zur Goethestraße einschließlich des Balkons wurde wieder hergestellt und die innere Raumgliederung weitestgehend an die von Roßbach angelehnt. Der ehemalige Speisesaal wurde in alter Pracht zum Festsaal („Alter Senatssaal“) der Universität. Das Rektorat zog 1997 wieder ein.